# اولیاسترو چیلنتو
اولیاسترو چیلنتو (به ایتالیایی: Ogliastro Cilento) یک کومونه در ایتالیا است که در استان سالرنو واقع شده‌است. اولیاسترو چیلنتو ۱۳ کیلومتر مربع مساحت و ۲٬۲۴۱ نفر جمعیت دارد و ۳۶۵ متر بالاتر از سطح دریا واقع شده‌است.